# Атеншвилер
Атеншвилер (фр. Attenschwiller) насеље је и општина у источној Француској у региону Алзас, у департману Горња Рајна која припада префектури Милуз.
По подацима из 2011. године у општини је живело 906 становника, а густина насељености је износила 177,3 становника/km². Општина се простире на површини од 5,11 km². Налази се на средњој надморској висини од 360 метара (максималној 401 m, а минималној 309 m).

## Демографија
| 1962. | 1968. | 1975. | 1982. | 1990. | 1999. | 2011. |
| ----- | ----- | ----- | ----- | ----- | ----- | ----- |
| 577   | 594   | 644   | 640   | 693   | 836   | 906   |

График промене броја становника у току последњих година